# Maultier
Maultier («Мул») — сімейство німецьких напівгусеничних вантажних автомобілів часів Другої світової війни.

## Історія
Перший проект був розроблений в 1942 році в рамках програми побудови вантажних машин підвищеної прохідності для Східного фронту.
До 31 грудня 1942 року Гітлер схвалив програму виробництва 1870 машин.
Напівгусеничне шасі відповідало підвищеним вимогам до прохідності. Замість заднього моста неповнопривідних вантажівок встановлювалася гусенична ходова частина по типу Carden Loyd з підвіскою Хорстманна в разі 2-тонних машин (Sd.Kfz. 3) або типу Pz.Kpfw. II у випадку 4,5-тонних машин (Sd.Kfz. 4, Він же Mercedes-Benz L4500R). Вона дозволяла Maultier маневрувати за допомогою гусениць подібно танку. Швидкість деяких вантажівок досягала 50 км / год.

### Виробництво
Maultier випускався серійно фірмами Klockner-Humboldt-Deutz, Opel і Daimler-Benz в чотирьох основних модифікаціях. З 1942 по 1944 рік всього виготовлено близько 21960 одиниць.

## Машини на базі
На базі броньованої модифікації Opel Maultier в 1942 році була створена самохідна РСЗВ 15 cm Panzerwerfer 42.